# サブ・シモノ
サブ・シモノ（Sab Shimono、日本名：下野 三郎（しもの さぶろう）、1943年7月31日 - ）は、アメリカ合衆国の日系人俳優・声優。カリフォルニア州サクラメント出身。

## 来歴

### 生い立ち
カリフォルニア州でレストランを経営する両親のもと双子として生まれる。父は広島出身の日本人、母が日系二世。このため「二世半」を自称。双子の兄弟ジロー・シモノは、デラウェア州で医師として働いている。幼少期にはコロラド州の日系人強制収容所生活を経験した。子供の頃から"ジャップ"と言われて悩み、日本語を喋るのが嫌で、日本語をあまり覚えなかったという。成長するにつれ、「あまりにもステレオタイプでしか日本人を見ないアメリカに対して反撥心が芽生えた」と話している。

### キャリア
高校を卒業後にカリフォルニア大学バークレー校で演劇を学ぶ。1970年『Loving （原題）』で映画デビュー。日系舞台人の地位向上を狙う大きな野心があり、舞台俳優を目指してニューヨークへ移る。当時日本人役者に付く役は悪役ばかりだった。女優、演技指導者の重鎮として知られるステラ・アドラーに師事し、2年間の役者修業を経てブロードウェイの舞台に進出。『メイム』のイトー役で売り出し、1974年、スキンブレーサー（男性化粧品）のCMで、顔をパチンパチンと叩くシーンがバカ受けし、"CMベストアクターズ"に選ばれ、全米で知名度を上げる。1976年、黒船事件に材を取ったスティーヴン・ソンドハイムの『太平洋序曲』（Pacific Overtures）で、ジョン万次郎（マンジロウ）役に抜擢された。『太平洋序曲』はニューヨーク演劇批評家協会が、1976年のベストミュージカルに選んだが、ブロードウェイのウィンターガーデン劇場で幕を開けた時には、演劇ファンや批評家の間で「駄作」と「近年にない意欲作」とで意見が真っ二つに分かれるほどの話題を呼んだ。ブロードウェイで初めて日系人（マコ岩松）が主役を演じ、キャストは日本人、日系二世、三世、四世、中国系、フィリピン系と東洋人ばかりと過去に例のないもので、シモノはジョン万次郎を演じた。その他、数多くのオフ・ブロードウェイ作品にも出演した。ミュージカルの本場ブロードウェイで成功した数少ない日系人の一人となる。
その後、活動の拠点をニューヨークからロサンゼルスへ移し、以降、“アジア系俳優”として数多くのテレビドラマや映画へ出演を果たしている。攻撃隊長役を演じた1976年の『ミッドウェイ』が日本で公開中に、先の『太平洋序曲』が1976年8月11日にNET（テレビ朝日）で放映されることになり、「一度、自分の体に流れているニッポンの血を感じたい」と初来日した。作品によっては韓国人や中国人を演じることもあるが、中でも日本人としての役柄ももっぱら多く、1982年に出演したスコット・グレン主演の『最後のサムライ／ザ・チャレンジ』では名優三船敏郎、中村敦夫、島田正吾、ロン・ハワード監督でマイケル・キートン主演の日米の経済摩擦をテーマにした映画『ガン・ホー』では山村聡とも共演した。主な作品としてはほかにハリソン・フォード主演の『推定無罪』やケヴィン・コスナー主演の『ウォーターワールド』、『ミュータント・ニンジャ・タートルズ3』などがある。現在はブロードウェイで舞台俳優としての仕事もあるため、ロサンゼルスとニューヨークを行き来しながら活躍している。声優としても知られており、アニメ『ザ・シンプソンズ』では声のゲストとして数エピソードの出演を果たした。1994年に公開された子供向け映画『クロオビキッズ/日本参上!』では、ヴィクター・ウォンらと共に撮影のため3目の来日をした（2度目は1982年公開の『最後のサムライ ザ・チャレンジ』のロケ撮影で来日）。
1994年、マコ岩松がハリウッド・ウォーク・オブ・フェームを授与された事を記念してRKB毎日放送が製作した日本のドキュメンタリー番組『日系俳優マコの50年』にVTR出演し、ハリウッドの日系人俳優としての活動することについてなどを語った。またロサンゼルスの日系新聞インタビューでは、黒澤明監督の『生きる』を見て志村喬の演技の繊細さに魅了されたと述べ、「日本でも活躍できれば」と語っている。

### 舞台活動
2004年に前述にもあるスティーヴン・ソンドハイムによるブロードウェイ劇『太平洋序曲』の再公演がニューヨークで行われ、日本人として初めてブロードウェイ演出を手掛けた宮本亜門による演出で、シモノもオリジナルとは別な役柄ではあるが同劇に出演した。再公演版ではオリジナルで主役を演じたマコ岩松に代わり、B・D・ウォンが主役を務めている。

### 私生活
2001年よりライターのSteve Alden Nelsonと交際し、2008年に結婚した。

## 出演作品

### 映画
| 公開年 | 邦題 原題                                                            | 役名             | 備考                     |
| ------ | -------------------------------------------------------------------- | ---------------- | ------------------------ |
| 1976   | ミッドウェイ Midway                                                  | 友永丈市         |                          |
| 1982   | 最後のサムライ ザ・チャレンジ The Challenge                          | トシオ・ヨシダ   |                          |
| 1986   | ガン・ホー Gung Ho                                                   | サイトー         |                          |
| 1987   | ブラインド・デート Blind Date                                        | ヤマモト         |                          |
| 1990   | 推定無罪 Presumed Innocent                                           | クマガイ         |                          |
| 1990   | 愛と哀しみの旅路 Come See the Paradice                               | ヒロシ・カワムラ |                          |
| 1993   | ミュータント・ニンジャ・タートルズ3 Teenage Mutant Ninja Turtles III | ロード・ノリナガ |                          |
| 1994   | クロオビキッズ/日本参上! 3 Ninjas Kick Back                          | コガ             |                          |
| 1994   | シャドー The Shadow                                                  | ドクター・タム   |                          |
| 1995   | ウォーターワールド Waterworld                                        | 長老             |                          |
| 1998   | ビッグ・ヒット The Big Hit                                           | ジロー・ニシ     |                          |
| 2003   | アイス・プラネット Ice Planet                                        | ルムラ博士       |                          |
| 2005   | 王の歩 Pawns of the King                                             | カズオ           | 短編映画                 |
| 2007   | ベン10:時との戦い Ben 10: Race Against Time                          | 老人             | テレビ映画               |
| 2009   | オールド・ドッグ Old Dogs                                            | ヨシロー         | 「サブロー・シモノ」名義 |

### テレビシリーズ
| 放映年     | 邦題 原題                                                 | 役名               | 備考                             |
| ---------- | --------------------------------------------------------- | ------------------ | -------------------------------- |
| 1978,1980  | マッシュ M*A*S*H                                          |                    | 別の役で2エピソード              |
| 1980-1981  | Dr.刑事クインシー Quincy M.E.                             |                    | 別の役で3エピソード              |
| 1983       | ナイトライダー Knight Rider                               | ヒト・オーサカ     | 1エピソード                      |
| 1984       | サンタバーバラ Santa Barbara                              | ケアテイカー       | 1エピソード                      |
| 1986-1987  | ガン・ホー Gung Ho                                        | サイトー           | 6エピソード                      |
| 1994       | Xファイル X-File                                          | Gung Bituen        | エピソード『不老』               |
| 1996       | となりのサインフェルド Seinfeld                           | 重役#1             | 1エピソード                      |
| 1996       | ER緊急救命室 ER                                           | オキダ             | エピソード『脳死と誠意と後悔と』 |
| 2000-23005 | ジャッキー・チェン・アドベンチャー Jackie Chan Adventures | おじさん           | 91エピソードに声の出演           |
| 2007       | チャーリー・シーンのハーパー★ボーイズ Two and a Half Men  | ヒロシ             | 1エピソード                      |
| 2008       | サムライ・ガール Samurai Girl                             | ノリユキ           | 1エピソード                      |
| 2010       | マッドメン Mad Men                                        | イチロー・カムラ   | 1エピソード                      |
| 2011       | 救命医ハンク セレブ診療ファイル Royal Pains               | ジョノ             | エピソード                       |
| 2011-2012  | Hawaii Five-0                                             | アンクル・ケアコ   | 3エピソード                      |
| 2017       | THE BLACKLIST/ブラックリスト Blacklist                    | ダニエル・ナカモト | 1エピソード                      |
| 2019       | ザ・テラー：不名誉 The Terror                             | カズ               | 1エピソード                      |
| 2023       | 私立探偵マグナム Magnum P.I.                              | ジョージ・ナカムラ | 1エピソード                      |

### テレビアニメ
- ザ・シンプソンズ The Simpsons (1991、1997、2007)
- ジャッキー・チェン・アドベンチャー Jackie Chan Adventures (2000 - 2005)
- サムライジャック Samurai Jack (2001, 2002, 2003, 2017)
- アバター 伝説の少年アン Avatar: The Last Airbender (2005-2006)
- ジャスティス・リーグ・アンリミテッド Justice League Unlimited (2006)
- スクービー・ドゥー・サムライ・スウォード Scooby Doo and the Samurai Sword (2009)
- ブーンドックス The Boondocks (2010)
- ティーンエイジ・ミュータント・ニンジャ・タートルズ Teenage Mutant Ninja Turtles (2012 - 2015)
- ストレッチ・アームストロング&フレックス・ファイターズ Stretch Armstrong & the Flex Fighters (2017 - 2018)

### ゲーム
- Bruce Lee Quest of the Dragon(2002)
- Indiana Jones and the Staff of Kings (2009)

### 舞台
- LOVELY LADIES, KIND GENTLEMEN
- 太平洋序曲 Pacific Overtures (オリジナル版、宮本亜門演出の再公演版)
- メイム Mame

### その他
- ハリウッドの光のかげに - 日系俳優マコの50年 (1994) RKB毎日放送制作（インタビュー）

## 参照
1. 1 2 3 4 5 6 7 8 9 10 11 12 13 14 15 16 17 18 19 20 21  “ニッポンの血を確かめたくて サブ・シモノが初来日 ブロードウェーで成功の日系三世 悪役ばかりに発奮 ジョン万次郎を好演”. スポーツ報知 (報知新聞社):  p. 13. (1976年7月30日)
2. ↑  Wada, Karen (2005年6月), Camp Revival: Two new productions explore the still-controversial topic of Japanese American internment, Los Angeles Magazine, p. 52
3. ↑  Ballard, Gary (2011年2月14日). “Sab Shimono Adds Wrinkles to a Prolific Resume”.  LA Stage Times. 2013年7月20日閲覧。
  - a "Born and reared in Sacramento, Shimono first tasted public acclaim through a political forum, when he won the election for student body president of Sacramento High School." — ¶ 2.
4. ↑  Sab Shimono:Actor Connor Ankrum & Associates
5. ↑  “Sab & Steve”.   API Equality-LA (2011年3月31日). 2012年7月15日閲覧。